# Szaratov–Gagarin repülőtér
A Szaratov–Gagarin repülőtér (IATA: GSV, ICAO: UWSG) (orosz nyelven: Международный Аэропорт Гагарин) nemzetközi repülőtér Oroszországban, amely Szaratov közelében található. Éves utasforgalma 983 011 fő (2021).

## Futópályák
A repülőtér futópályái:
- 08/26 (3000 m, 45 m, beton)

## Forgalom
Az utasforgalom az elmúlt években az alábbi módon változott:
| 2021 | 983 011 |

## Légitársaságok és úticélok
| Légitársaság      | Célállomások                                                                             |
| ----------------- | ---------------------------------------------------------------------------------------- |
| Aeroflot          | Moszkva–Seremetyjevó                                                                     |
| Azimuth           | Krasznodár, Nizhny Novgorod, Rostov-on-Don                                               |
| Azur Air          | Szezonális charter: Antalya , Dubai-Al Maktoum                                           |
| Ellinair          | Szezonális: Thessaloniki                                                                 |
| IrAero            | Mineralnye Vody, Moszkva–Domodedovo, Saint Petersburg, Simferopol, Szocsi, Yekaterinburg |
| Nordwind Airlines | Szezonális: Szocsi                                                                       |
| Pegas Fly         | Moszkva–Sheremetyevo                                                                     |
| Pobeda            | Moszkva–Vnukovo, Saint Petersburg                                                        |
| Royal Flight      | Szezonális charter: Dubai-Al Maktoum                                                     |
| S7 Airlines       | Moszkva–Domodedovo                                                                       |
| Utair             | Szezonális charter: Surgut                                                               |